# Adelencyrtus tibialis
Adelencyrtus tibialis är en stekelart som beskrevs av Compere och Annecke 1961. Adelencyrtus tibialis ingår i släktet Adelencyrtus och familjen sköldlussteklar. Inga underarter finns listade i Catalogue of Life.